# Stenopsylla bakeri
Stenopsylla bakeri är en insektsart som beskrevs av Crawford 1925. Stenopsylla bakeri ingår i släktet Stenopsylla och familjen spetsbladloppor. Inga underarter finns listade i Catalogue of Life.